# Talismã
Talismã – miasto i gmina w Brazylii, w stanie Tocantins. Znajduje się w mezoregionie Ocidental do Tocantins i mikroregionie Gurupi, 375 km od stolicy stanu, Palmas.